# Usulután (departement)
Usulután is een departement van El Salvador, gelegen in het zuiden van het land. De hoofdstad is de gelijknamige stad Usulután.
Het departement Usulután omvat 2130 km² en heeft 371.257 inwoners (2016). Usulután werd op 22 juni 1865 gesticht.

## Gemeenten
Het departement bestaat uit 23 gemeenten:
1. Alegría
2. Berlín
3. California
4. Concepción Batres
5. El Triunfo
6. Ereguayquín
7. Estanzuelas
8. Jiquilisco
9. Jucuapa
10. Jucuarán
11. Mercedes Umaña
12. Nueva Granada
13. Ozatlán
14. Puerto El Triunfo
15. San Agustín
16. San Buenaventura
17. San Dionisio
18. San Francisco Javier
19. Santa Elena
20. Santa María
21. Santiago de María
22. Tecapán
23. Usulután

Ahuachapán · Cabañas · Chalatenango · Cuscatlán · La Libertad · La Paz · La Unión · Morazán · San Miguel · San Salvador · San Vicente · Santa Ana · Sonsonate · Usulután